# Спокан-Валлі (Вашингтон)
Спокан-Валлі (англ. Spokane Valley) — місто (англ. city) в США, в окрузі Спокан штату Вашингтон. Населення — 102 976 осіб (2020).

## Географія
Спокан-Валлі розташований за координатами 47°39′48″ пн. ш. 117°13′58″ зх. д. / 47.66333° пн. ш. 117.23278° зх. д. (47.663353, -117.232780). За даними Бюро перепису населення США в 2010 році місто мало площу 98,57 км², з яких 97,82 км² — суходіл та 0,75 км² — водойми.

### Клімат
| Клімат : Спокен-Веллі   | Клімат : Спокен-Веллі | Клімат : Спокен-Веллі | Клімат : Спокен-Веллі | Клімат : Спокен-Веллі | Клімат : Спокен-Веллі | Клімат : Спокен-Веллі | Клімат : Спокен-Веллі | Клімат : Спокен-Веллі | Клімат : Спокен-Веллі | Клімат : Спокен-Веллі | Клімат : Спокен-Веллі | Клімат : Спокен-Веллі | Клімат : Спокен-Веллі |
| Показник                | Січ.                  | Лют.                  | Бер.                  | Квіт.                 | Трав.                 | Черв.                 | Лип.                  | Серп.                 | Вер.                  | Жовт.                 | Лист.                 | Груд.                 | Рік                   |
| Абсолютний максимум, °C | 15,0                  | 15,6                  | 23,3                  | 30,6                  | 35,0                  | 42,2                  | 44,4                  | 44,4                  | 38,9                  | 30,0                  | 20,6                  | 17,2                  | 44,4                  |
| Середній максимум, °C   | 2,8                   | 5,8                   | 10,6                  | 15,0                  | 20,3                  | 24,0                  | 30,6                  | 29,8                  | 24,2                  | 15,7                  | 7,1                   | 2,6                   | 15,7                  |
| Середній мінімум, °C    | −3,2                  | −2,7                  | −0,2                  | 2,3                   | 6,3                   | 10,2                  | 13,4                  | 12,7                  | 8,1                   | 3,3                   | −0,8                  | −3,6                  | 3,8                   |
| Абсолютний мінімум, °C  | −23,3                 | −19,4                 | −16,7                 | −4,4                  | −2,2                  | 2,8                   | 3,9                   | 4,4                   | −3,3                  | −11,1                 | −18,9                 | −23,3                 | −23,3                 |
| Норма опадів, мм        | 49                    | 29                    | 49                    | 31                    | 38                    | 42                    | 10                    | 13                    | 15                    | 28                    | 49                    | 59                    | 413                   |
| ----------------------- | --------------------- | --------------------- | --------------------- | --------------------- | --------------------- | --------------------- | --------------------- | --------------------- | --------------------- | --------------------- | --------------------- | --------------------- | --------------------- |
| Джерело:                |                       |                       |                       |                       |                       |                       |                       |                       |                       |                       |                       |                       |                       |

## Демографія
Згідно з переписом 2010 року, у місті мешкало 89 755 осіб у 36 558 домогосподарствах у складі 23 119 родин. Густота населення становила 911 особа/км². Було 38851 помешкання (394/км²).
Расовий склад населення:
| - 90,9 % — білих - 1,7 % — азіатів - 1,2 % — корінних американців - 1,1 % — чорних або афроамериканців - 0,3 % — вихідців з тихоокеанських островів - 1,4 % — осіб інших рас |

До двох чи більше рас належало 3,3 %. Частка іспаномовних становила 4,6 % від усіх жителів.
За віковим діапазоном населення розподілялося таким чином: 24,0 % — особи молодші 18 років, 61,9 % — особи у віці 18—64 років, 14,1 % — особи у віці 65 років та старші. Медіана віку мешканця становила 37,3 року. На 100 осіб жіночої статі у місті припадало 95,8 чоловіків; на 100 жінок у віці від 18 років та старших — 92,8 чоловіків також старших 18 років.
Середній дохід на одне домашнє господарство становив 57 811 долар США (медіана — 47 430), а середній дохід на одну сім'ю — 67 906 доларів (медіана — 58 580). Медіана доходів становила 42 840 доларів для чоловіків та 34 577 доларів для жінок. За межею бідності перебувало 15,2 % осіб, у тому числі 22,7 % дітей у віці до 18 років та 7,9 % осіб у віці 65 років та старших.
Цивільне працевлаштоване населення становило 41 427 осіб. Основні галузі зайнятості: освіта, охорона здоров'я та соціальна допомога — 22,9 %, роздрібна торгівля — 16,3 %, виробництво — 11,2 %, науковці, спеціалісти, менеджери — 9,6 %.